# Olearia tasmanica
Olearia tasmanica là một loài thực vật có hoa trong họ Cúc. Loài này được W.M.Curtis mô tả khoa học đầu tiên năm 1970.